# تتسوگن دوکو
تتسوگن دوکو (به ژاپنی: 鉄眼道光 Tetsugen Doko)؛ ۱۶۳۰ – ۱۶۸۲) شاعر اهل ژاپن بود. یک استاد ذن ژاپنی و از رهبران اولیه و مهم مکتب اوباکو بودیسم ( بودیسم) بود.